# Ošupe
Ošupe est un pagasts de Lettonie.